# Anna Christina Ulfsparre
Anna Christina Ulfsparre af Broxvik, under en period Meurling, född den 7 december 1933 i Stockholm, död den 23 december 2010 i Lund, var en svensk historiker och arkivman. 
Ulfsparre blev 1961 filosofie licentiat och 1967 filosofie doktor på avhandlingen Svensk domstolsförvaltning i Livland 1634–1700 (med omslagsillustrationer av Hasse Alfredson). Sedan 1959 var hon anställd vid Landsarkivet i Lund, där hon 1977 blev tillförordnad landsarkivarie och 1984–1996 ordinarie innehavare av samma post. År 1996 utnämndes Ulfsparre till Sveriges första professor i ämnet arkivvetenskap. Professuren, som var inom ramen för historiska institutionen vid Stockholms universitet, innehade hon till sin pensionering 1998.
Ulfsparre utgav  och medverkade i ett flertal skrifter i arkivfrågor och var även sekreterare inom International Council on Archives.
Anna Christina Ulfsparre var dotter till överläkaren Carl Folke Siggesson Ulfsparre af Broxvik och medicine licentiat Elsa Ingeborg Appelberg. Hon var 1958–1982 gift med reklammannen Kim Meurling och en del av hennes publikationer utgavs under namnet Anna Christina Meurling.